# Lowell Galloway
Lowell Newton Galloway (Beach Grove, 7 luglio 1921 – Evansville, 11 febbraio 1979) è stato un cestista e allenatore di pallacanestro statunitense, professionista nella NBL.

## Carriera
Giocò per una stagione nella NBL, disputando 31 partite con 1,5 punti di media.